# Асвяя
Асвяя́ (лит. Asveja) или Дубингю́ (лит. Dubingių ežeras) — озеро, расположенное на северо-востоке Литвы в Молетском, Швенчёнском и Вильнюсском районах в 8 км западнее Пабраде.
Площадь поверхности — 10,15 км². Высота над уровнем моря — 138 м. Максимальная глубина составляет 50,2 м, что делает озеро третьим по глубине в Литве, средняя глубина 14,7 метра. Озеро Асвяя является самым длинным в Литве. Длина со всеми поворотами составляет 29,7 км со. Длина от северо-западного до юго-восточного берега равна 21,9 км. Ширина 0,9 км. Озеро состоит из трёх рукавов. Залив Жалктыне на юго-западе имеет длину 4,96 км, максимальную ширину 0,4 км, максимальную глубину 36,5 м. Залив Выриогала в северо-восточной части имеет длину 2,9 км, максимальную ширину 0,5 км, максимальную глубину 17,7 м. Северо-западный залив Дубингяй имеет длину 0,8 км, ширину около 0,1 км, максимальную глубину 23,5 м. Площадь водосборного бассейна озера 230,1 км². В озеро впадают несколько рек. Вытекает река Дубинга.
Озеро находится в пределах регионального парка Асвяя.

## Галерея

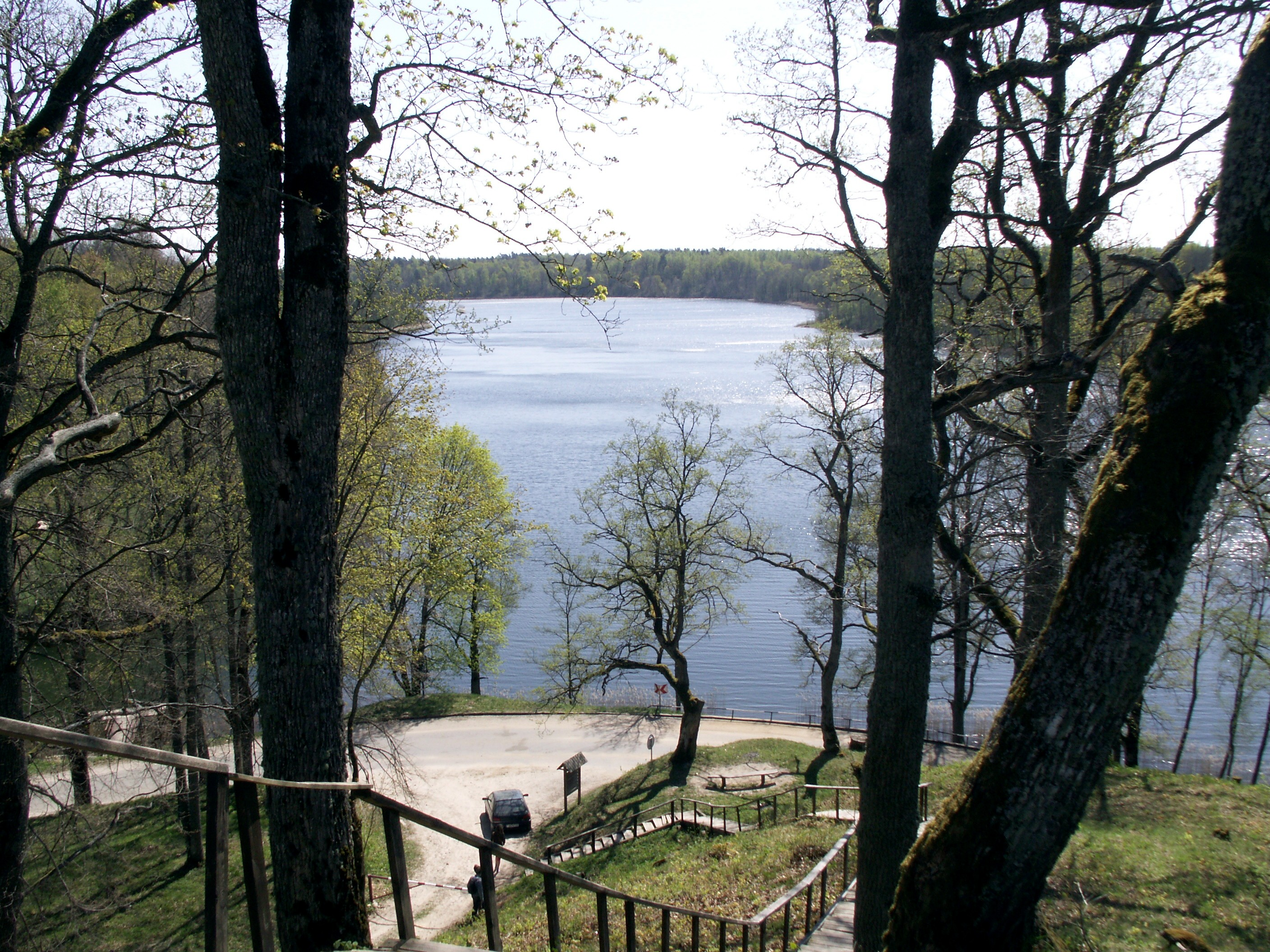
Асвяя
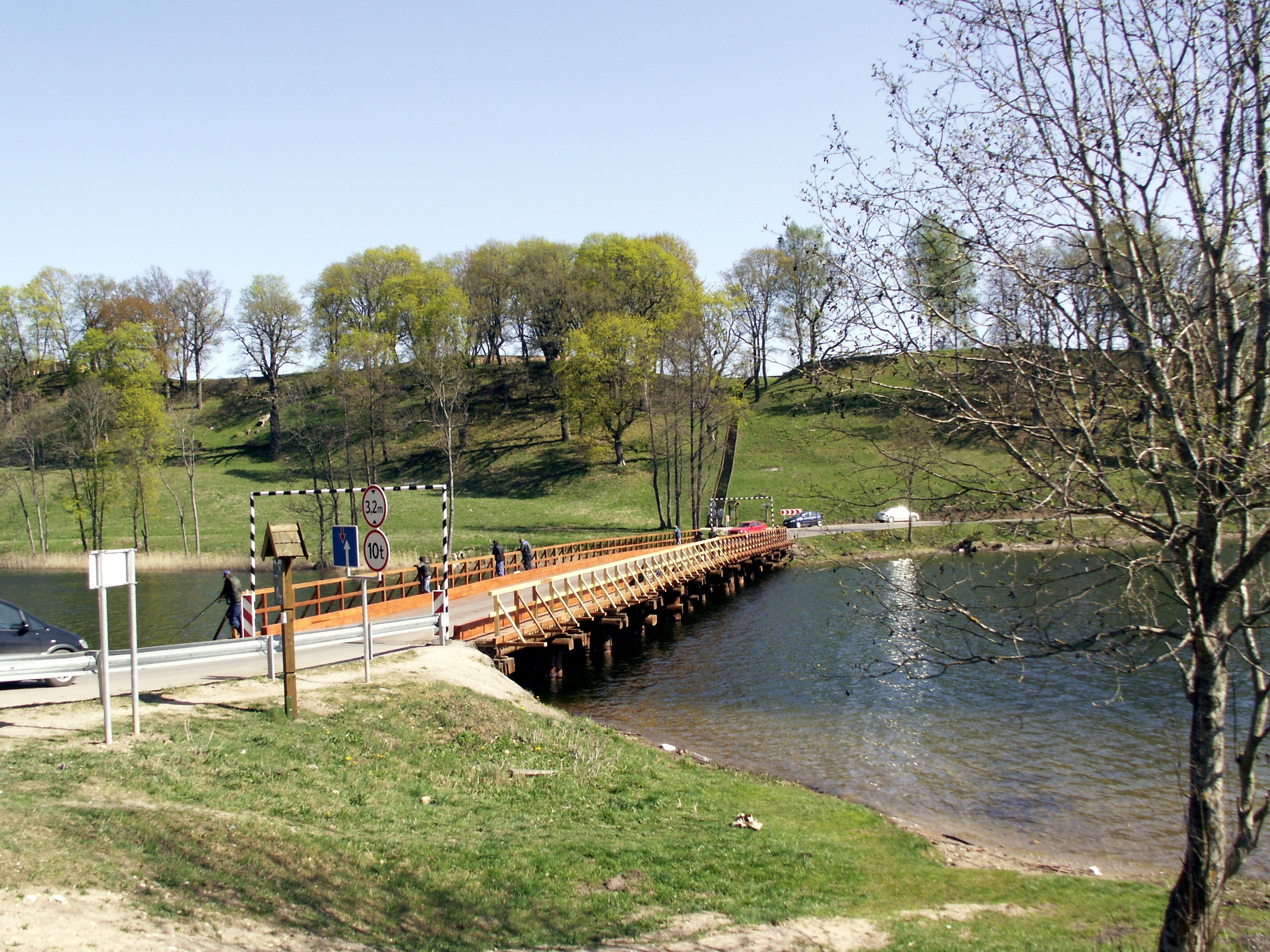
Дубингяйский мост около замкового кургана